# Pavel Ivanovitch Pestel
Pour les articles homonymes, voir Pestel.
Pavel Ivanovitch Pestel, né le 24 juin 1793 (5 juillet dans le calendrier grégorien) à Moscou et mort le 13 juillet 1826 (25 juillet dans le calendrier grégorien) à Saint-Pétersbourg, est un décembriste russe,.

## Biographie
Comme plus d'une vingtaine de décembristes, Pavel Pestel est issu d'une famille noble d'origine germanique. Il reçoit une éducation soignée et fait partie de cette catégorie de jeunes officiers russes auxquels les campagnes contre Napoléon Ier révèlent le retard des conditions sociales et politiques dans l'Empire russe.

### Société du Sud
À partir de 1816, il est à la tête d'une des premières sociétés secrètes russes, la Société du Sud qui, avec la Société du Nord de Nikita Mouraviov et Ryleïev, centrée à Saint-Pétersbourg, agite des projets de révolution, de république, d'émancipation paysanne. À la mort d'Alexandre Ier en 1825, ces sociétés profitent de la situation incertaine créée par la renonciation au trône du duc Constantin, qui entraîne l'avènement de Nicolas Ier, pour entreprendre un soulèvement contre le régime autocratique. Tous les décembristes sont d'accord sur un même but, qui est d'instituer un système plus représentatif et de supprimer le servage.
Mais tandis que la Société du Nord, plus modérée sous l'influence de Nikita Mouraviov et du prince Serge Troubetzkoï, défend une monarchie constitutionnelle fédérative avec un droit de vote limité, la Société du Sud, plus radicale, réclame une république unitaire, centraliste, égalitaire et une profonde réforme agraire avec la distribution gratuite des terres aux paysans. Les bases de ces réclamations se trouvent dans sa thèse politique, la Vérité russe (Rouskaïa Pravda, 1822), élaborée par Pestel.

### Exécution
Pour un article plus général, voir Insurrection décabriste.

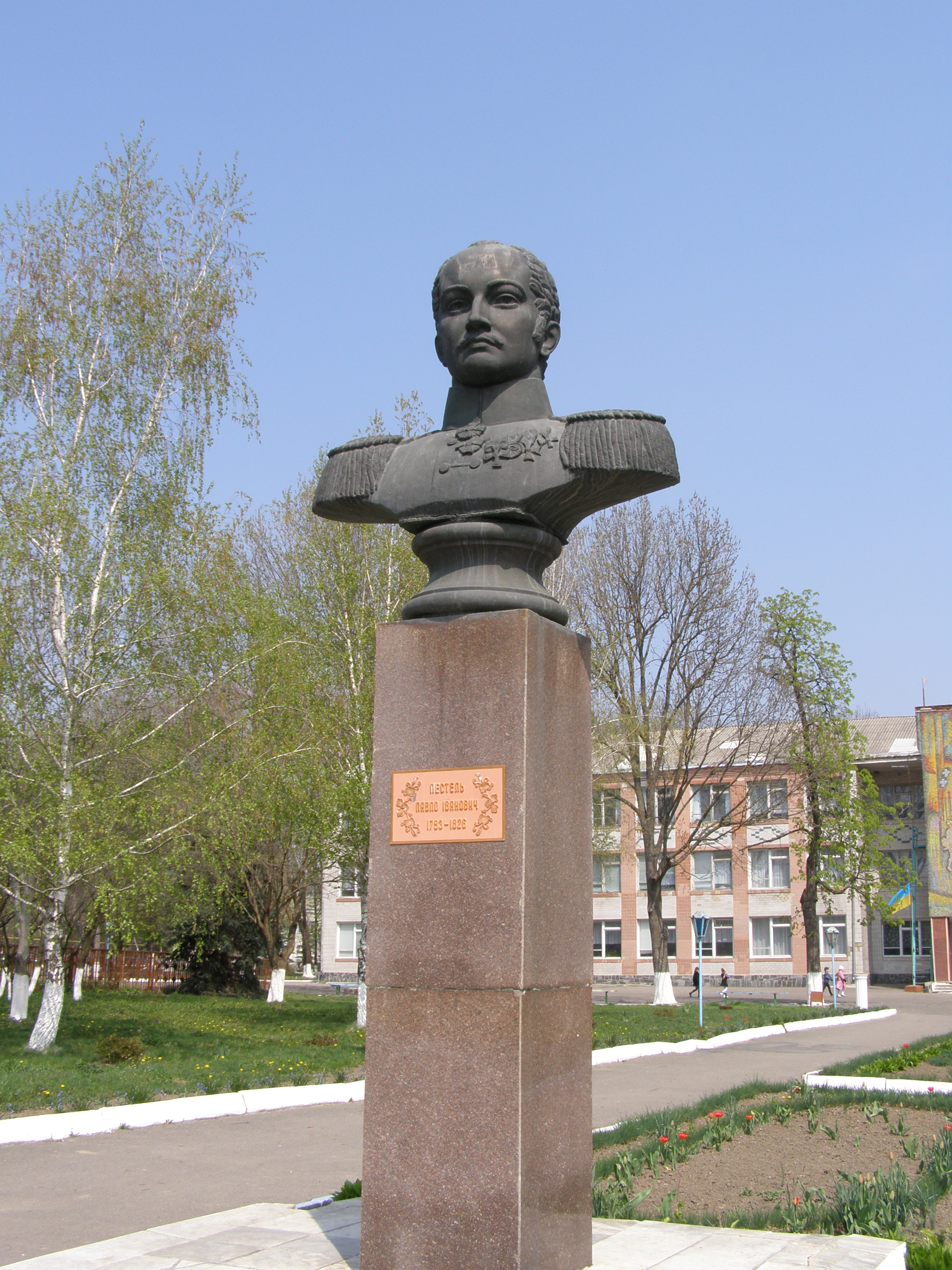
monument à Toultchyn, classé.

Le 13 décembre 1825, Pavel Pestel est arrêté à Toultchyn. Il est pendu, en même temps que quatre autres décabristes, à la forteresse Pierre-et-Paul quelques mois plus tard.

## Distinctions
- 1812 : Ordre de Saint-Vladimir (4e classe) avec ruban.

La rue Pestel à Saint-Pétersbourg lui doit son nom.